# La Cellette (Puy-de-Dôme)
La Cellette település Franciaországban, Puy-de-Dôme megyében. Lakosainak száma 167 fő (2022. január 1.). La Cellette Gouttières, Pionsat, Le Quartier és Saint-Maigner községekkel határos.

## Népesség
A település népességének változása:
| Lakosok száma | 172  | 171  | 169  | 168  | 164  | 162  | 164  | 167  |
|               | 2013 | 2015 | 2017 | 2018 | 2019 | 2020 | 2021 | 2022 |